# Yuichi Hirano
Yuichi Hirano (født 11. marts 1996) er en japansk fodboldspiller, som spiller for den japanske fodboldklub Mito HollyHock.